# English Electric Canberra
English Electric Canberra là một loại máy bay ném bom hạng nhẹ động cơ phản lực, được sản xuất số lượng lớn trong thập niên 1950.

## Biến thể

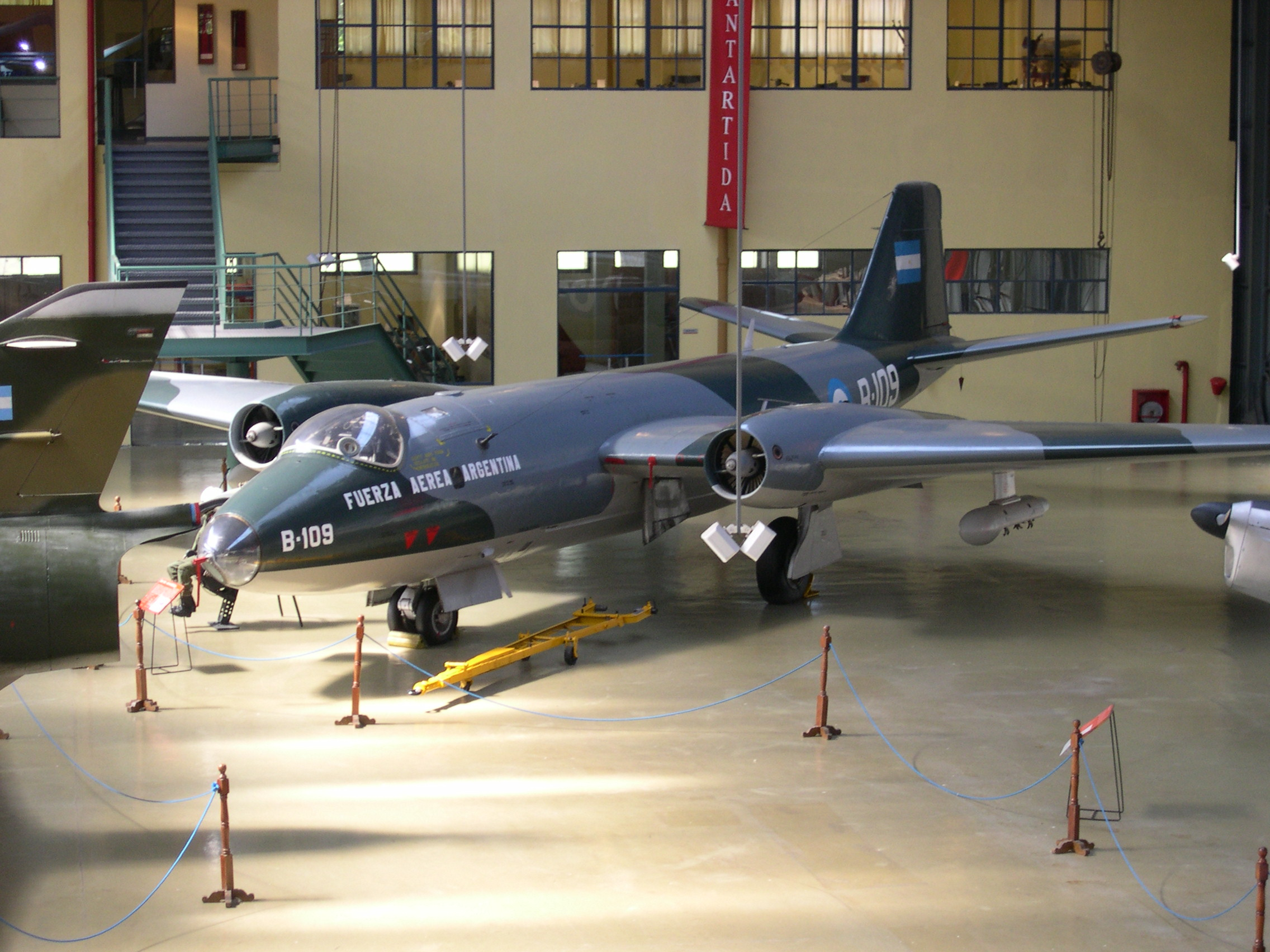
Canberra Mk.62 của Không quân Argentina tại Museo Nacional de Aeronáutica ở Buenos Aires

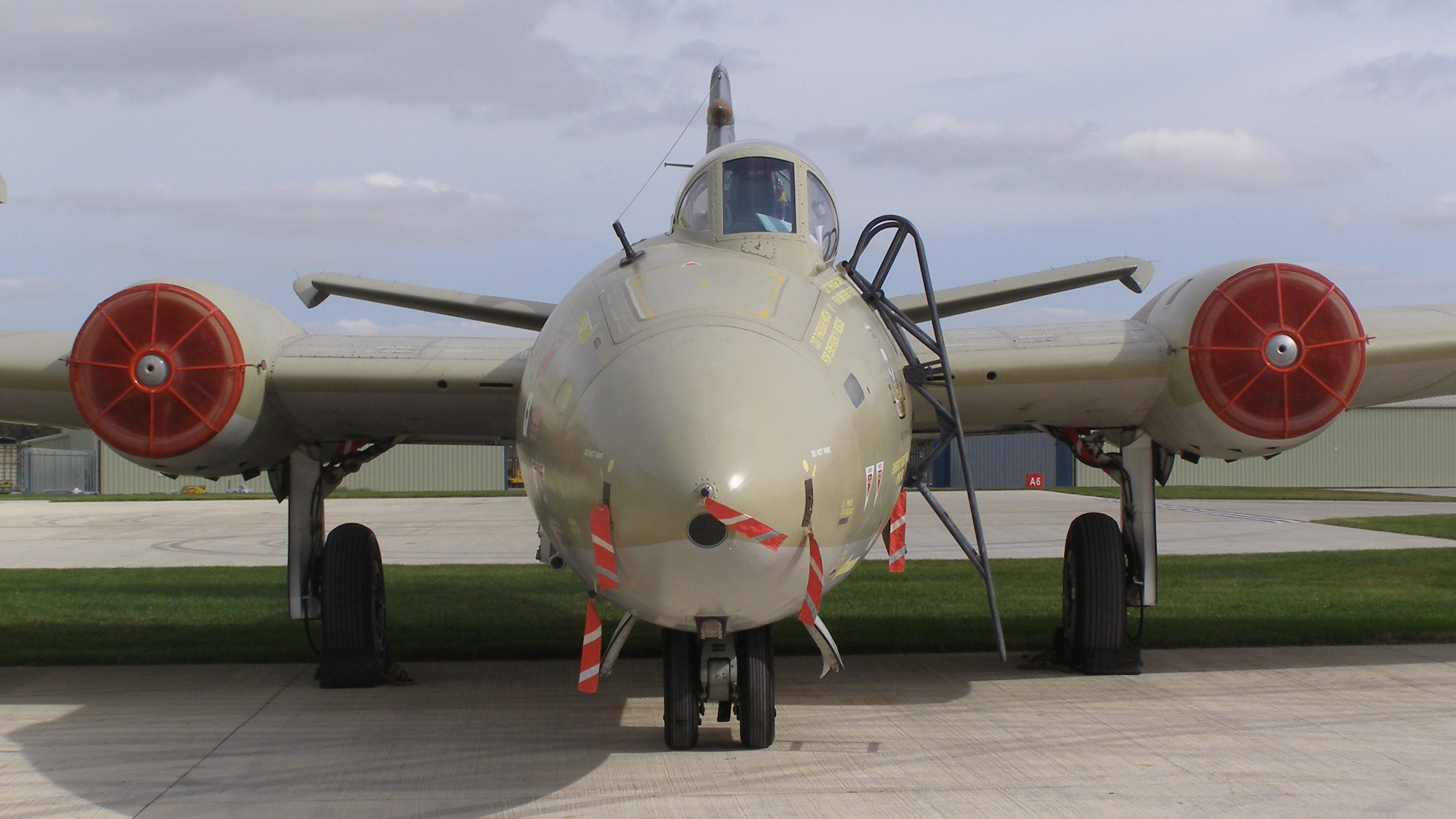
PR9 XH135 tại Sân bay Kemble.

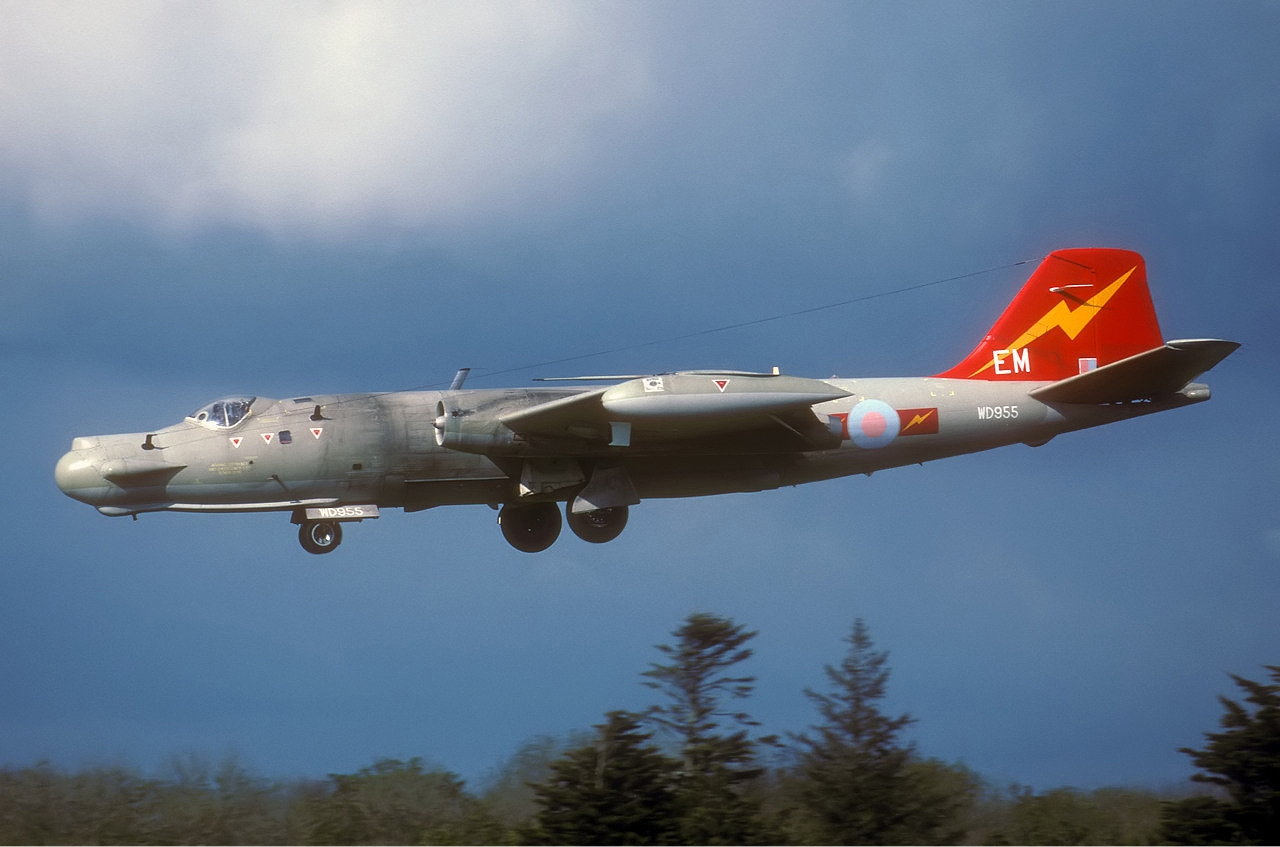
Canberra T17A

Xem bài Martin B-57 Canberra với biến thể do Hoa Kỳ chế tạo.
English Electric A.1
Canberra B Mk.1
Canberra B Mk.2
Canberra PR Mk.3
Canberra T Mk.4
Canberra B Mk.5
Canberra B Mk.6
Canberra B6(RC)
Canberra B(I) Mk.6
Canberra PR Mk.7
Canberra B(I) Mk.8
Canberra PR Mk.9
Canberra U10 (sau định danh là D10)
Canberra T11
Canberra B(I) Mk.12
Canberra T Mk.13
Canberra U Mk.14 (later designated D14)
Canberra B Mk.15
Canberra B Mk.16
Canberra T Mk.17
Canberra T Mk.17A
Canberra TT Mk.18
Canberra T Mk.19
Canberra B Mk.20
Canberra T Mk.21
Canberra T Mk.22
Canberra B Mk.52
Canberra Mk.56
Canberra PR Mk.57
Canberra B(I) Mk.58
Canberra B Mk.62
Canberra T Mk.64
Canberra B(I) Mk.66
Canberra PR Mk.67
Canberra Mk.68
Canberra B Mk.92
Canberra T Mk.94
Short SC.9
Short SD.1

## Quốc gia sử dụng
Argentina
- Không quân Argentina.[3]

 Úc

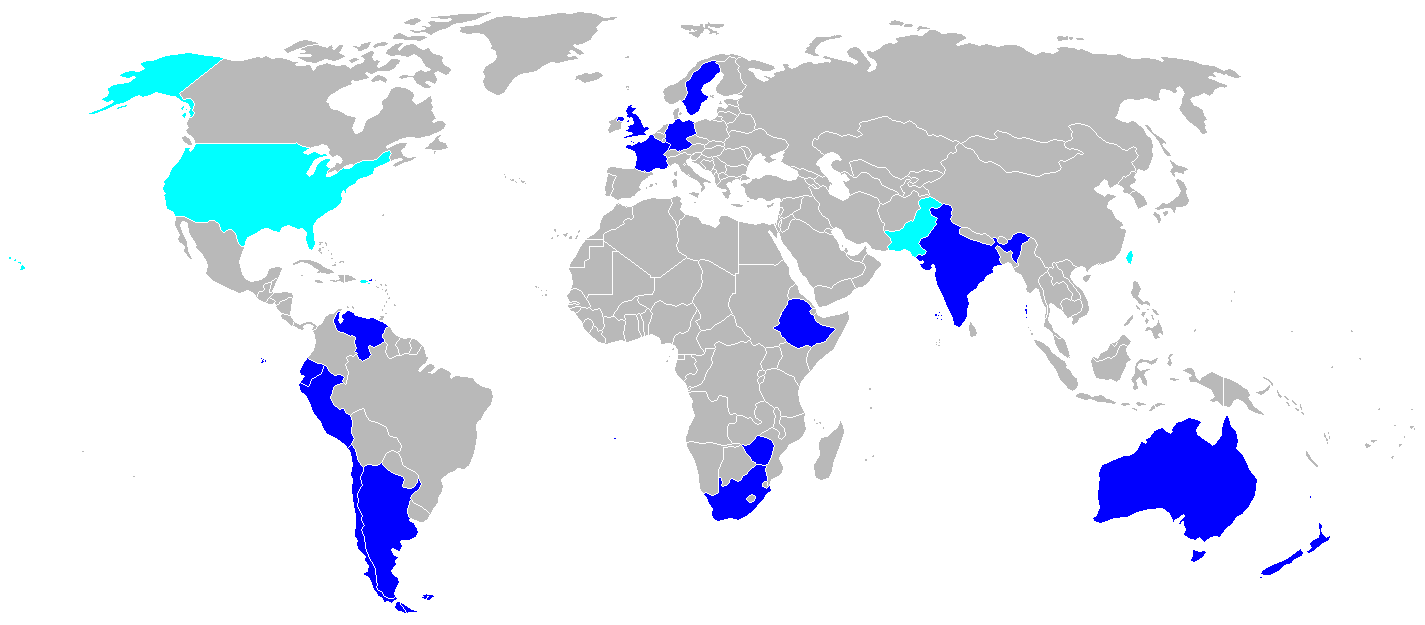
Quốc gia sử dụng Canberra (xanh đậm) và B-57 (xanh nhạt)

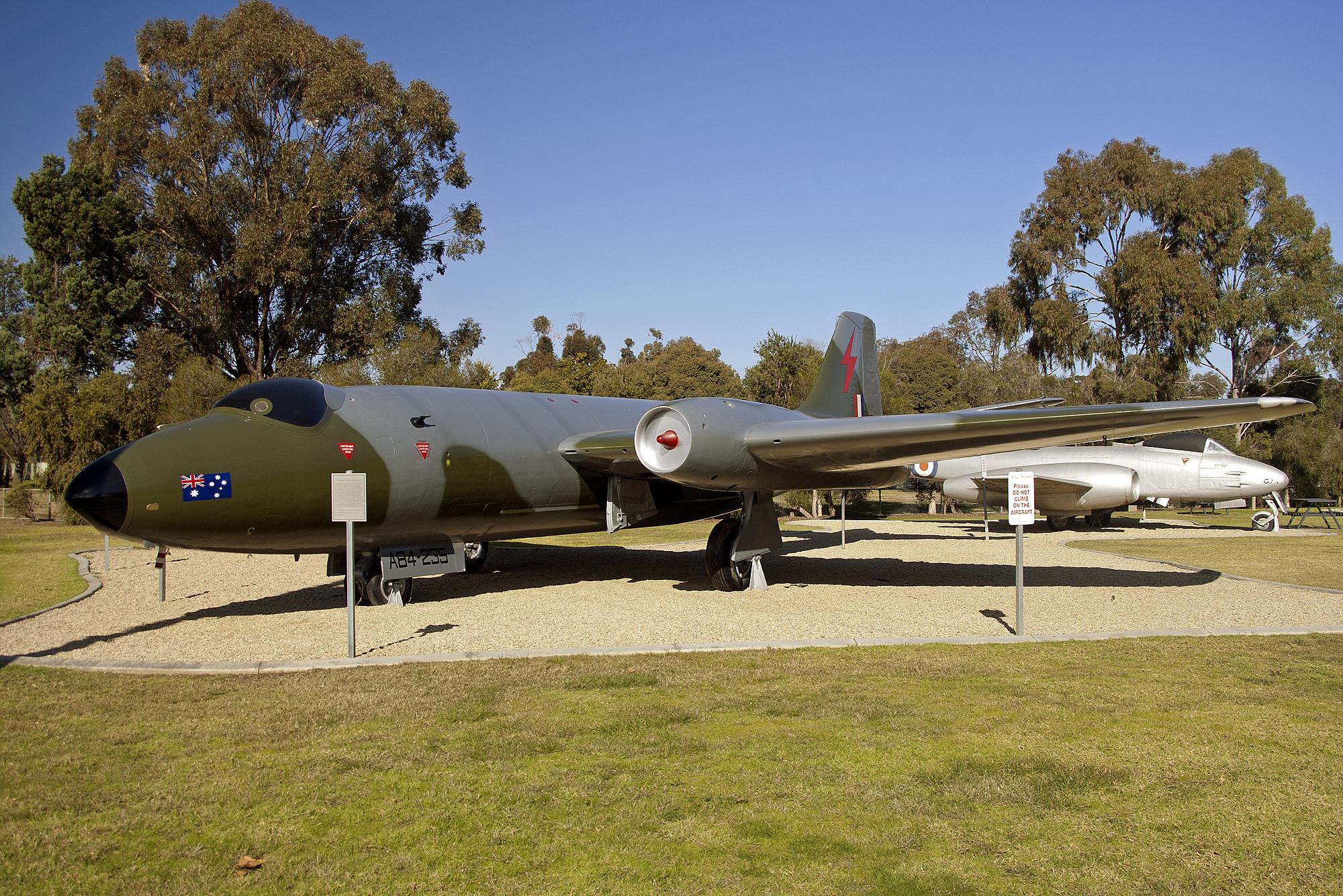
Canberra Mk 20 (A84-235) thuộc Phi đội 2 RAAF.

- Không quân Hoàng gia Australia (58)

 Chile
- Không quân Chile (3)

 Ecuador
- Không quân Ecuador (6).[4]

 Ethiopia
- Không quân Ethiopia (4)

 Pháp
- Không quân Pháp (6)
  - Centre d'Essais en Vol
  - Centre du Tir et de Bombardement[5]

 Đức
- Luftwaffe (3)

 Ấn Độ
- Không quân Ấn Độ (107)

 New Zealand
- Không quân Hoàng gia New Zealand (31)

 Perú
- Không quân Peru (60)

 Rhodesia
- Không quân Hoàng gia Rhdesia (20)

 South Africa
- Không quân Nam Phi[6] (9)

 Thụy Điển
- Không quân Thụy Điển (2)

 Anh Quốc
- Không quân Hoàng gia[7] (782)
- Hải quân Hoàng gia (69)
- Viện nghiên cứu khoa học không quân/DERA (2), RAE Bedford & DERA Llanbder[8]

 Hoa Kỳ
- Không quân Hoa Kỳ

 Venezuela
- Không quân Venezuela (46)

 Zimbabwe
- Không quân Zimbabwe

## Tính năng kỹ chiến thuật (Canberra B6)

English Electric Canberra

Dữ liệu lấy từ Combat Aircraft Recognition
Đặc điểm tổng quát
- Tổ lái: 3
- Chiều dài: 65 ft 6 in (19,96 m)
- Sải cánh: 64 ft 0 in (19,51 m)
- Chiều cao: 15 ft 8 in (4,77 m)
- Diện tích cánh: 960 ft² (89,19 m²)
- Trọng lượng rỗng: 21.650 lb (9.820 kg)
- Trọng lượng có tải: 46.000 lb (20.865 kg)
- Trọng lượng cất cánh tối đa: 55.000 lb (24.948 kg)
- Động cơ: 2 × Rolls-Royce Avon R.A.7 Mk.109 kiểu turbojet, 7.400 lbf (36 kN) mỗi chiếc

 Hiệu suất bay 
- Vận tốc cực đại: Mach 0.88 (580 mph, 933 km/h) trên độ cao 40.000 ft (12.192 m)
- Bán kính chiến đấu: 810 mi (700 nm, 1.300 km)
- Tầm bay chuyển sân: 3.380 mi (2.940 nm, 5.440 km)
- Trần bay: 48.000 ft (15.000 m)
- Vận tốc leo cao: 3.400 ft/phút (17 m/s)
- Tải trên cánh: 48 lb/ft² (234 kg/m²)
- Lực đẩy/trọng lượng: 0,32

Trang bị vũ khí

- Súng: 4 pháo Hispano Mk.V 20 mm hoặc 2 thùng súng máy 0.30 in (7,62 mm)
- Rocket: 2 thùng rocket không điều khiển với 37 rocket 2-inch (51 mm), hoặc 2 thùng rocket Matra với 18 đạn rocket SNEB 68 mm mỗi thùng
- Tên lửa: Các loại tên lửa tùy từng nhiệm vụ
- Bom: Tổng cộng 8.000 lb (3.628 kg) tải trọng gồm cả vũ khí hạt nhân